# فيليتسانو
فيليتسانو (بالإيطالية: Felizzano)‏ هي بلدية في مقاطعة ألساندريا في إقليم بييمونتي في إيطاليا.

## السكان
في سنة 1861 بلغ عدد السكان 2٬525 نسمة، وتطور العدد ليصل في سنة 2011 لـ 2٬421 نسمة.
يظهر هذا المخطط البياني تطور النمو السكاني لـ فيليتسانو